# Beautiful People
Beautiful People (jap. ビューティフルピープル Byūtifuru pīpuru) – manga autorstwa Mitsukazu Mihary, wydana w październiku 2001 przez wydawnictwo Shōdensha. W Polsce ukazała się ona nakładem wydawnictwa Hanami.

## Fabuła
Beautiful People składa się z sześciu niepowiązanych ze sobą opowiadań, formatu, który Mitsukazu Mihara często stosuje w swojej narracji.
W „Królewnie Śnieżynce” (jap. 雪白姫) mężczyzna znajduje porzuconą kobietę śniegu. Przynosi ją do swojego mieszkania, ale pomimo jego wysiłków, aby utrzymać ją przy życiu, rozpuszcza się ona po wyłączeniu klimatyzacji. Pozostałej z niej wody używa, aby wyhodować kwiaty, coś, czego zawsze pragnęła.
„World’s End” skupia się na dwóch ocalałych z ataku bronią biochemiczną: rozpieszczonej lesbijce i homoseksualiście. Oboje mieszkają razem, ale przez większość czasu drażni ich wzajemna obecność. W pewnym momencie napięcie wzrasta do poziomu nie do zniesienia dla obojga i kobieta zmusza mężczyznę do odejścia, by później zdać sobie sprawę, że go potrzebuje.
Trzecia historia, „Antytelefonica” (jap. アンチテレフォニカ), przedstawia zastraszonego nastolatka, który odkrywa, że jego internetowa przyjaciółka może być w rzeczywistości jego matką, która zostawiła go z ojcem, gdy był mały.
W „Kobiecie-stalkerce” (jap. ストーカーの女) pracownica wierzy, że jest prześladowana przez współpracownika, jednak później okazuje się, że ma urojenia, ponieważ w rzeczywistości prześladuje on jej przyjaciółkę.
Główna bohaterka „Beautiful People” (jap. ビューティフルピープル) poddaje się operacji plastycznej w nadziei, że stanie się piękna i kochana, ale po spotkaniu z dziewczyną uszytą ze zwłok, uświadamia sobie, że to ona naprawdę była piękna, ponieważ dawała miłość.
Ostatnia historia, „Niebo rozpływające się w powietrzu” (jap. 空気の中を抜ける空), skupia się na trwającym całe życie związku porzuconej dziewczyny i wampira.

## Style i motywy
Recenzenci zidentyfikowali wiele motywów i elementów literackich obecnych w mandze. Sakura Eries z Mania Entertainment napisała, że choć zbiór nie posiada „jawnej tematyki”, wpływ jednej osoby na drugą jest punktem wspólnym sześciu historii. A.E. Sparrow z IGN uznał, że tematyką Beautiful People jest znaczenie piękna, autorka mangi twierdzi zaś, że można odnaleźć je w czyimś charakterze. Mikhail Koulikov z Anime News Network sklasyfikował opowiadania „Królewna Śnieżynka”, „Niebo rozpływające się w powietrzu” i „Beautiful People” jako urban fantasy. Eries zaliczył opowiadanie „World’s End” do gatunku fantastyky postapokaliptycznej, natomiast Koulikov uznał je za zmodernizowaną wersję odcinka „Time Enough at Last” z serialu Strea mroku. Koulikov stwierdził, że „Antytelefonica” i „Kobieta-stalker” badają ciemniejszą stronę japońskiego społeczeństwa, która nie jest typowo przedstawiana w mangach.

## Publikacja
Manga składa się z sześciu opowiadań autorstwa Mitsukazu Mihary, które zostały opublikowane w jednym tankōbonie, wydanym 20 października 2001 nakładem wydawnictwa Shōdensha. W Polsce manga została wydana przez wydawnictwo Hanami w listopadzie 2009.

## Odbiór
Manga została pozytywnie przyjęta przez anglojęzycznych recenzentów i czytelników. Zajęła 98. miejsce na liście 100 najlepiej sprzedających się powieści graficznych za styczeń 2006 z szacunkową liczbą 823 sprzedanych egzemplarzy. Recenzenci chwalili opowiadania Mihary i rozważane koncepty. Koulikov określił ją jako jeden z najwspanialszych przykładów literackiej mangi dostępnych obecnie w języku angielskim. Sparrow napisał, że niektóre z opowiadań będą miały trwały urok, i uplasował ją na 4. miejscu na liście 10 najlepszych mang 2006 roku. Eriesowi spodobał się projekt anglojęzycznej okładki i polecił jej przeczytanie uczniom szkół średnich.